# Viktor Brandt
Viktor Jonas Brandt, född den 8 juli 1999 i Karlstad, är en svensk skidskytt, tävlande för I2 IF Karlstad. Han gjorde sin debut i världscupen i Östersund den 3 mars 2023. 
Vid världsmästerskapen i skidskytte 2024 körde Viktor Brandt första sträckan i stafetten där Sverige tog VM-guld. Brandt hade innan dess aldrig deltagit i en stafett i världscupen. 

## Biografi

### Familj
Viktor Brandt är yngre bror till tidigare skidskytten Oskar Brandt.

## Resultat

### Pallplatser i lag
I lag har Brandt fyra pallplatser i världscupen: en andraplats och tre tredjeplatser. Samt en VM-medaljer i stafett, guld från Nové Město 2024. 
| Säsong  | Datum            | Plats           | Disciplin | Placering | Lagkamrat(er)                   |
| ------- | ---------------- | --------------- | --------- | --------- | ------------------------------- |
| 2023/24 | 17 februari 2024 | Nové Město (VM) | Stafett   | 1:a       | Nelin / Ponsiluoma / Samuelsson |
| 2024/25 | 1 december 2024  | Kontiolax       | Stafett   | 3:a       | Nelin / Ponsiluoma / Samuelsson |
| 2024/25 | 15 december 2024 | Hochfilzen      | Stafett   | 3:a       | Nelin / Ponsiluoma / Samuelsson |
| 2024/25 | 17 januari 2025  | Ruhpolding      | Stafett   | 2:a       | Nelin / Ponsiluoma / Samuelsson |
| 2024/25 | 25 januari 2025  | Antholz         | Stafett   | 3:a       | Nelin / Ponsiluoma / Samuelsson |

### Ställning i världscupen
| Säsong  | Totalt | Totalt | Distans | Distans | Sprint | Sprint | Jaktstart | Jaktstart | Masstart | Masstart |
| Säsong  | Poäng  | Plac.  | Poäng   | Plac.   | Poäng  | Plac.  | Poäng     | Plac.     | Poäng    | Plac.    |
| ------- | ------ | ------ | ------- | ------- | ------ | ------ | --------- | --------- | -------- | -------- |
| 2022/23 | —      | —      | —       | —       | —      | —      | —         | —         | —        | —        |
| 2023/24 | 32     | 62:a   | 26      | 35:a    | 4      | 68:a   | 2         | 78:a      | —        | —        |
| 2024/25 | 151    | 40:e   | 11      | 53:a    | 38     | 45:a   | 90        | 24:a      | 12       | 42:a     |

### Världsmästerskap
| Tävling          | Distans | Sprint | Jaktstart | Masstart | Stafett | Mixstafett | Singelmix |
| ---------------- | ------- | ------ | --------- | -------- | ------- | ---------- | --------- |
| Nové Město 2024  | —       | 24:e   | 33:e      | —        | Guld    | —          | —         |
| Lenzerheide 2025 | 42:a    | 60:e   | 51:a      | —        | 4:e     | —          | —         |